# Andrij Mikolajovics Kotelnik
Andrij Mikolajovics Kotelnik (ukránul: Андрій Миколайович Котельник, oroszul: Андрей Николаевич Котельник [Andrej Nyikolajevics Kotelnyik];  Lvov, 1977. december 29. –) ukrán ökölvívó.

## Amatőr eredményei
- 1995-ben junior Európa-bajnok légsúlyban.
- 2000-ben olimpiai ezüstérmes könnyűsúlyban. A döntőben a kubai Mario Kindelántól szenvedett vereséget.
- ötszörös ukrán  bajnok (1996–2000).
- 150 amatőr mérkőzéséből 135-öt nyert meg.

## Profi karrierje
2000-ben a hamburgi Univerzumnál kezdte profi karrierjét Erdei Zsolt csapattársaként. 
2008. március 22-én technikai kiütéssel győzte le a veretlen walesi Gavin Reest, ezzel megszerezte  a Boksz Világszövetség (WBA) kisváltósúlyú világbajnoki címét. Az övét még kétszer védte meg a japán Norio Kimura és az argentin Marcos Maidana ellen, majd 2009. július 17-én Manchesterben egyhangú pontozással (120–108, 118–111, 118-111) vesztette el a brit Amir Khannal szemben.
- WBA-világbajnok 2008–2009

35 mérkőzéséből 31-et nyert meg, 3-at vesztett el és 1 végződött döntetlennel.